# Pseudonymat
Le pseudonymat, dérivé de pseudonyme qui signifie « faux nom », est un état masqué de l’identité. Le pseudonyme identifie un propriétaire, c’est-à-dire une ou plusieurs personnes le possédant mais qui ne divulguent pas leurs propres noms (leurs identités légales). La plupart des propriétaires de pseudonyme les utilisent car ils souhaitent demeurer anonymes ; cependant, l’anonymat est difficile à atteindre et suscite souvent de nombreuses questions juridiques. L’anonymat réel requiert une non-traçabilité, de sorte que la vérification d'un message d'un détenteur de pseudonyme ne fournisse aucune information sur son identité.    

## Exemples
Bien que le terme soit plus fréquemment utilisé  en matière d’identité et d’Internet, le concept de pseudonymat a une longue histoire. Dans la littérature ancienne, il était courant d’écrire au nom d’une personne célèbre, sans intention de dissimulation ou de fraude : dans le Nouveau Testament, la seconde lettre de Pierre est probablement comparable/similaire. Un exemple plus moderne est donné par Le Fédéraliste, qui était signé par Publius, un pseudonyme représentant James Madison, Alexander Hamilton, et John Jay. Les articles étaient en partie écrits en réponse à plusieurs articles anti-fédéralistes également rédigés sous des pseudonymes. Du fait de ce pseudonymat, les historiens ont connaissance du fait que les articles étaient écrits par Madison, Hamilton, et Jay, mais n’ont pas été en mesure de discerner avec exactitude lequel des trois a rédigé certains articles, doute levé ensuite para une analyse statistique. Les écrivains ont volontiers recours au pseudonyme. L'écrivain portugais Fernando Pessoa en possédait à lui seul 72.
Le pseudonymat est devenu un phénomène majeur d’Internet et d’autres réseaux informatiques. En réseau informatique, les pseudonymes détiennent différents niveaux d’anonymat, allant des pseudonymes publics fortement associables (l’association entre le pseudonyme et l’être humain est connue publiquement ou facilement décelable), aux pseudonymes potentiellement associables (l’association est connue des administrateurs système mais n’est pas dévoilée publiquement) et aux pseudonymes non associables (l’association n’est pas connue des administrateurs système et ne peut être déterminée). Par exemple, un véritable serveur de courriel anonyme permet aux internautes de créer des pseudonymes non associable; ceux qui ont recours aux pseudonymes non publiques (tel que le défunt Penet remailer) sont des ré-expéditeurs anonymes.
Le continuum de non-traçabilité peut aussi être perçu, partiellement, sur Wikipedia. Certains utilisateurs enregistrés n’essayent pas de cacher leur véritable identité (par exemple en utilisant leur vrais noms). À défaut, le pseudonyme d’un utilisateur non enregistré est son adresse IP, à laquelle on peut facilement le relier. D’autres utilisateurs enregistrés, mais qui préfèrent garder leur anonymat, choisissent de ne pas divulguer leurs informations personnelles. Toutefois, les identifiants de connexion aux serveurs de Wikipédia peuvent permettre aux administrateurs système de retrouver une adresse IP, et parfois le vrai nom qui lui est associé, d’un utilisateur enregistré (cf. Politique de confidentialité pour les conditions selon lesquelles ce lien peut être fait). Il est possible, en théorie, de créer un pseudonyme Wikipédia ne permettant pas d’établir ce lien en utilisant un Open proxy, un serveur web qui masque l’adresse IP de l’utilisateur. La plupart des adresses utilisant un Open proxy sont cependant bloquées indéfiniment par Wikipedia car elles sont fréquemment utilisées par des vandales (cf. Blocage en écriture). Par ailleurs, les enregistrements publics de Wikipédia sur un utilisateur, ses centres d’intérêts, son style de rédaction et ses positions idéologiques permettent toujours d’établir un schéma identifiable.
Les administrateurs système (sysops) des sites qui proposent le pseudonymat, comme Wikipedia, ne sont cependant pas enclin à le mettre en place dans leurs systèmes, car cela les empêcherait d’obtenir des informations sur des utilisateurs abusifs assez rapidement pour mettre fin au vandalisme et autres pratiques indésirables. Les autorités publiques, craignant une avalanche de comportements illégaux, ne sont également pas très enthousiastes à l’idée de sa mise en place. Néanmoins, certains utilisateurs et militants du maintien de la vie privée tel que l’Union américaine pour les libertés civiles pensent que les utilisateurs d’Internet méritent un pseudonymat plus important, qui puisse les protéger du vol d’identité, de la surveillance illégale du gouvernement, du harcèlement et d’autres conséquences indésirables qui peuvent être liées à l’utilisation d’Internet (telles que la divulgation non intentionnelle d’informations personnelles). Ce point de vue est renforcé par les lois de certains pays (comme le Canada) qui garantit à ses citoyens le droit de communiquer en utilisant un pseudonyme. Cette loi ne donne cependant pas droit aux citoyens de demander la publication de textes anonymes sur lesquels ils n’ont aucun droit.

## Pseudonymat et confidentialité
La plupart des sites web proposant le pseudonymat retiennent des informations sur les utilisateurs. Ces sites sont souvent sensibles à des intrusions dans leurs systèmes de bases de données privées. Par exemple, en 2000 un jeune gallois a obtenu des informations à propos de plus de 26 000 comptes de carte de crédit incluant celle de Bill Gates. En 2003, Visa et MasterCard ont annoncé que des intrus avaient obtenu des informations concernant environ 5,6 millions de cartes de crédit. Les sites offrant le pseudonymat sont aussi vulnérables au bris de confidentialité (ou à la violation de confidentialité). Lors de l’étude d’un site de rencontre et d’un ré-expéditeur anonyme, les chercheurs de l’université de Cambridge ont permis de découvrir que le système utilisé par ces sites pour protéger les données des utilisateurs peut facilement être compromis, même si le canal de pseudonymat est protégé par un cryptage renforcé. Généralement, les canaux de protection des pseudonymes existent dans un cadre plus large, dans lequel de multiples vulnérabilités existent,. Les utilisateurs de pseudonymes doivent garder à l’esprit que, compte tenu de l’ingénierie actuelle de la sécurité des sites, leurs vrais prénoms peuvent être révélés à n’importe quel moment.

## Pseudonymat et la réputation en ligne
Le pseudonymat représente une part importante de la réputation des systèmes utilisés pour les services d’enchères en ligne (comme eBay), des sites de discussion (comme Slashdot) et des sites collaboratifs de développement du savoir (comme Wikipédia). Un utilisateur « pseudonyme » qui a acquis une réputation favorable gagne ainsi la confiance des autres utilisateurs. Lorsque certains utilisateurs pensent qu’ils seront récompensés en acquérant une réputation favorable, ils sont plus susceptibles de se comporter conformément aux règles du site.
Comme les utilisateurs peuvent obtenir de nouveaux pseudonymes gratuitement ou à moindre coût, les systèmes basés sur la réputation de ses utilisateurs sont vulnérables aux attaques de « whitewashing », où des utilisateurs abusifs abandonnent sans cesse leurs anciennes identités et en acquièrent de nouvelles pour échapper aux conséquences de leurs agissements. « Sur Internet, personne ne sait qu’hier vous étiez un chien, et qu’il faudrait que vous soyez dans une niche aujourd’hui ». Les communautés d’utilisateurs d’Internet qui ont été bannies pour être revenu avec une nouvelle identité sont appelées faux-nez.
Le coût social d’une élimination facile des pseudonymes est que les utilisateurs expérimentés perdent confiance dans les nouveaux utilisateurs,, et maltraitent ainsi les nouveaux utilisateurs jusqu’à ce qu’ils se soient créés une bonne réputation. Les administrateurs système devraient sans doute rappeler aux utilisateurs expérimentés que la majorité des nouveaux sont bien-intentionnés (cf Ne mordez pas les nouveaux par exemple). Des inquiétudes ont également été exprimées au sujet des faux-nez épuisant la mise à disposition de noms d'utilisateur facilement mémorisables. En outre, un document de recherche récent a démontré que les gens se comportent d'une manière potentiellement plus agressive lorsqu'ils utilisent des pseudonymes / surnoms (en raison des effets de la désinhibition virtuelle, à savoir, le manque de retenue que l'on ressent lorsqu'on communique virtuellement comparé à la communication en personne) par opposition au fait d’être complètement anonyme,. En revanche, l’étude menée par le service d'hébergement de commentaires de blog Disqus démontre que le pseudonyme a contribué à la « plus grande quantité et qualité des commentaires » alors que des chercheurs de l’université de Cambridge ont montré que les commentaires pseudonymes tendaient à être plus substantiels et étaient plus susceptibles d'inclure des justifications que des commentaires totalement anonymes ou contenant les véritables noms. Des propositions ont été faites pour augmenter les coûts d'obtention de nouvelles identités (par exemple, en exigeant des frais minimes ou en demandant une confirmation par e-mail). D'autres soulignent que le succès de Wikipedia est attribuable en grande partie à ses coûts de participation initiaux presque inexistants.